# Oncocnemis sagittata
Oncocnemis sagittata är en fjärilsart som beskrevs av Barnes och Mcdunnough 1916. Oncocnemis sagittata ingår i släktet Oncocnemis och familjen nattflyn. Inga underarter finns listade i Catalogue of Life.